# 黄龙吴氏家庙祖祠群
黄龙吴氏家庙祖祠群，位于中国福建省泉州市鲤城区浮桥街道岐山社区、延陵社区、金浦社区，包括黄龙吴氏家庙、龙溪祖祠、清江祖祠、金浦祖祠、景善公祖祠。
2013年8月，黄龙吴氏家庙祖祠群公布为第七批泉州市文物保护单位。